# Lettelbert
Lettelbert  (Gronings: Leptert) is een plaats in de gemeente Westerkwartier in de provincie Groningen in Nederland. Lettelbert heeft ongeveer 145 inwoners. Het dorp ontstond in de middeleeuwen op een zandrug in het Westerkwartier bij het Lettelberterdiep. De landbouw en veeteelt vormen de voornaamste bron van inkomsten.
Lettelbert betekent de kleine buurt, in de buurt van Lettelbert liggen ook de oude buurt en de nieuwe buurt, te weten Tolbert en Niebert.
De hervormde kerk van Lettelbert is in bezit van de Stichting Oude Groninger Kerken. De eenbeukige kerk is in de dertiende eeuw gebouwd en heeft een vijfzijdig gesloten priesterkoor en een dakruiter.
Lettelbert heeft een kleine jachthaven aan het Leekstermeer en een natuurkampeerterrein. Bij het dorp liggen de Lettelberterpetten, een tussen 1900 en 1920 ontveend gebied dat begroeid raakte met elzenbroekbos en sinds 1961 een natuurgebied is van Het Groninger Landschap. Aan de noordzijde van Lettelbert tussen de Hoofdstraat en Rijksweg A7 ligt recreatieplas Lettelberterplas.

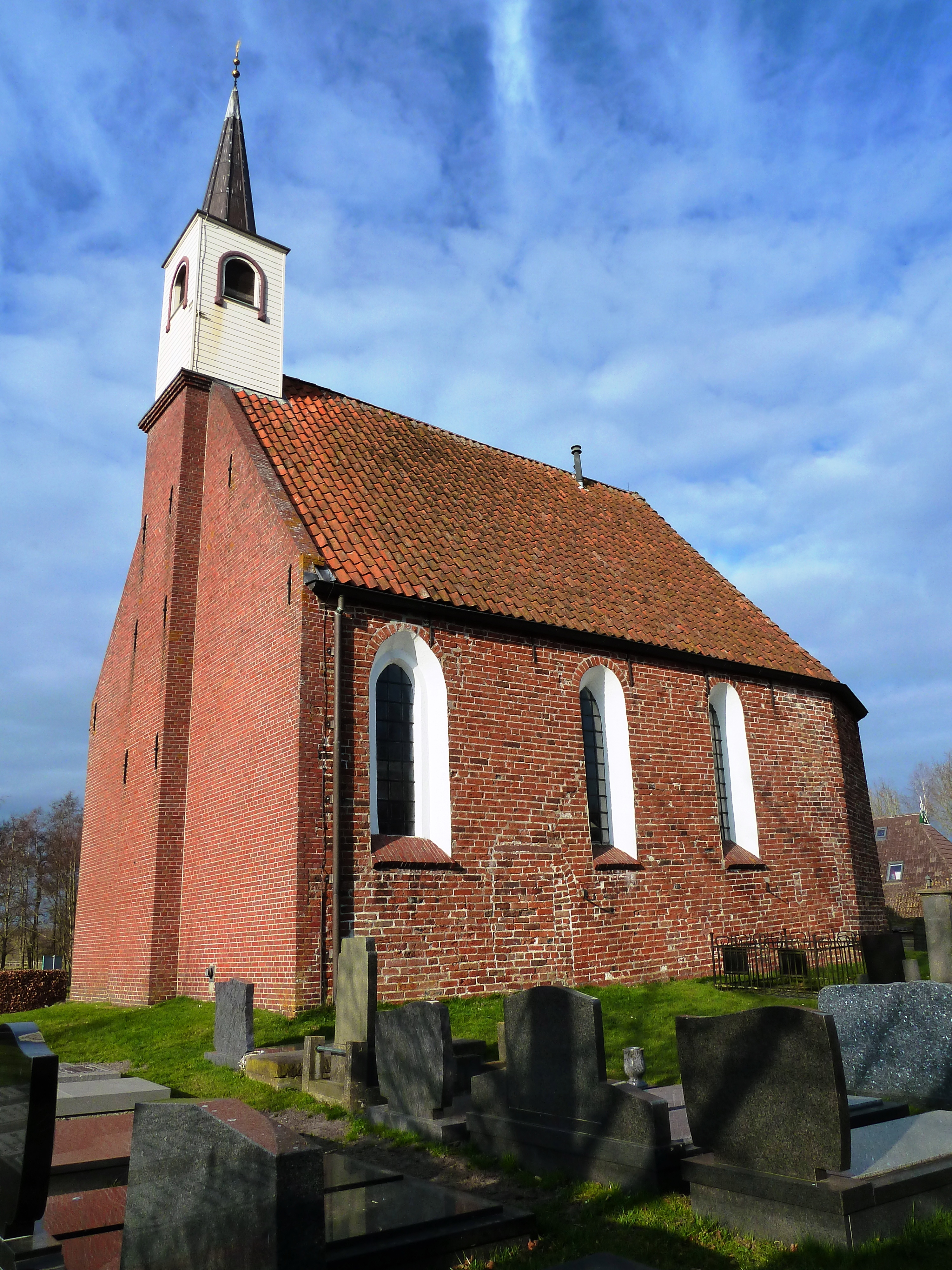
Hervormde kerk van Lettelbert
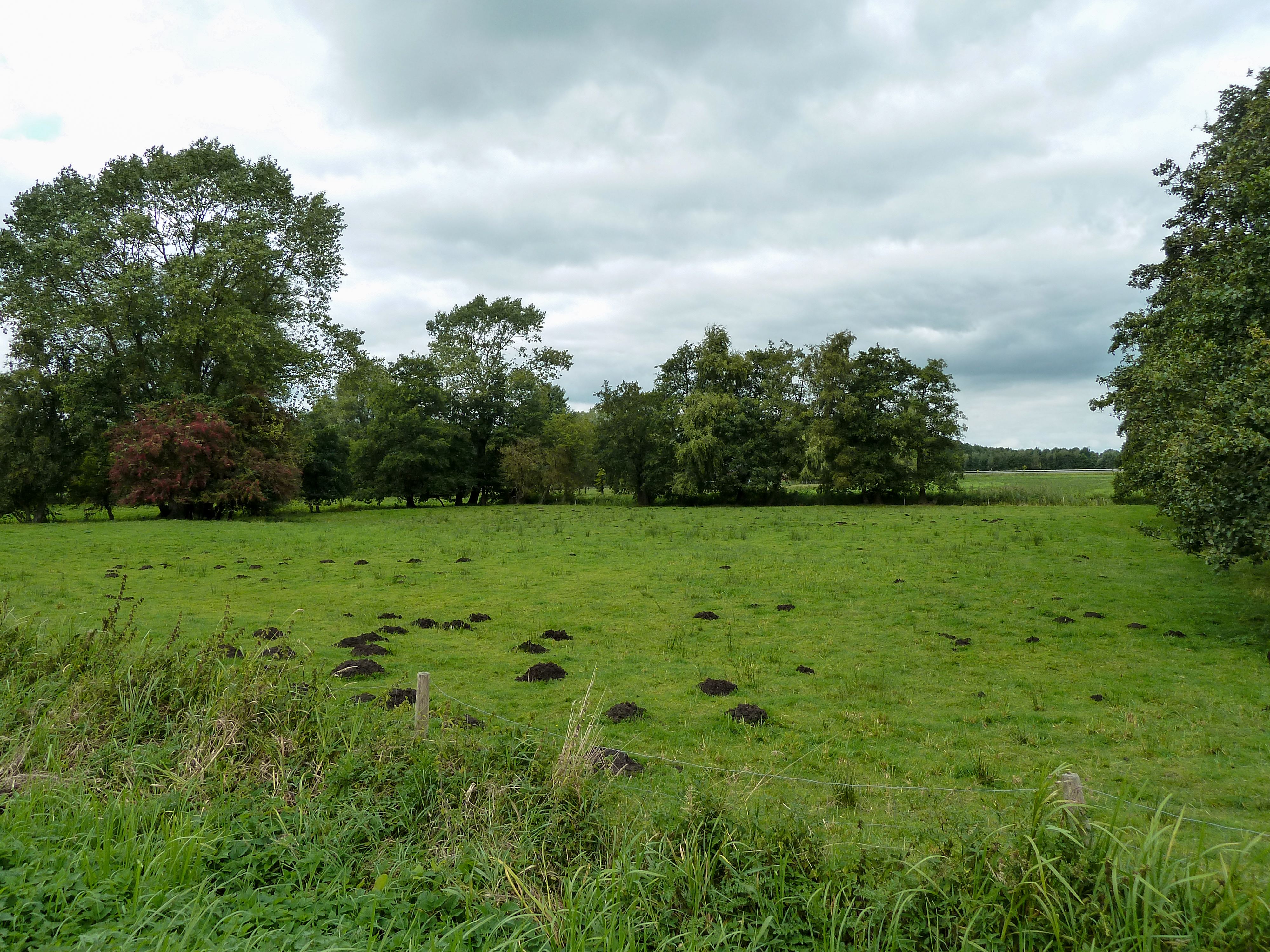
Coulisselandschap in de Lettelberter Petten
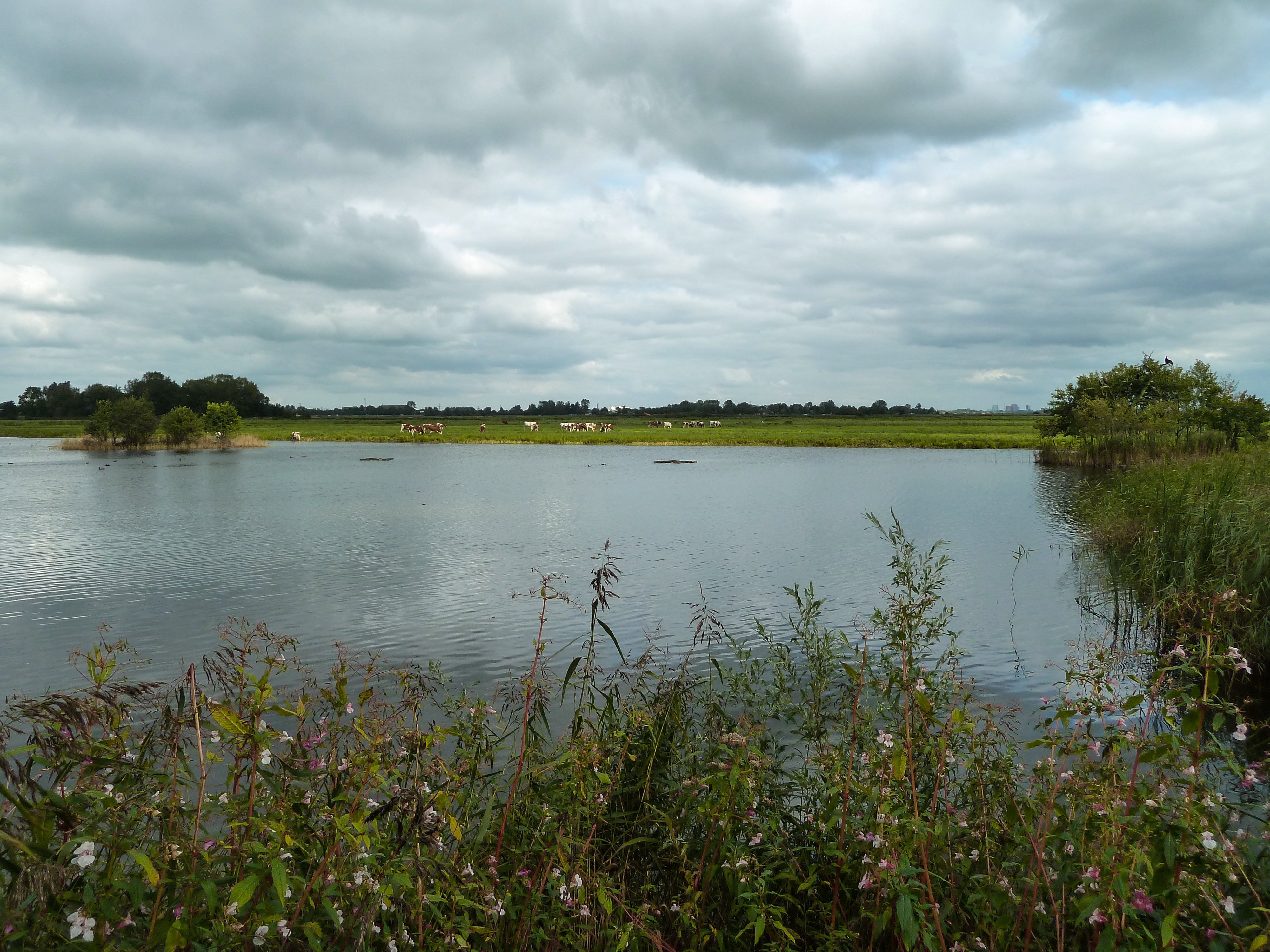
Uitzicht vanuit de vogelkijkhut van de Lettelberter Petten